# His Chorus Girl Wife (film 1911)
His Chorus Girl Wife è un cortometraggio muto del 1911 diretto da Harry Solter.

## Produzione
Il film fu prodotto dalla Lubin Manufacturing Company.

## Distribuzione
Distribuito dalla General Film Company, il cortometraggio della lunghezza di un rullo uscì nelle sale cinematografiche statunitensi il 13 novembre 1911.